# ثوم شبرنغري
الثوم الشبرنغري (باللاتينية: Allium sprengeri) نوع نباتي عشبي يتبع جنس الثوم من الفصيلة الثومية.

## الموئل والانتشار
ينتشر في بلاد الشام.